# Da cheng chuan
Le Da cheng chuan (大成拳) ou Boxe du Grand Accomplissement ou Da cheng quan, est un art martial contemporain fondé dans les années 1940 par le maître Wang Xiang Zhai (王薌齋). Celui-ci aurait étudié le Xing yi quan (形意拳) auprès du légendaire maître Guo Yunshen (郭雲深) avant de se perfectionner auprès de nombreux maîtres de cette école ainsi que de sa forme plus ancienne (le Xin yi quan) lors d'un voyage à travers toute la Chine qui dura plusieurs années. 
Le Da Cheng Quan met en avant l'entraînement de l'esprit et de l'intention à travers l'exercice du Zhan zhuang ou «  se tenir immobile comme un pieu ». Les techniques sont peu nombreuses et se travaillent en lenteur lors de l'exercice du Shi li (essayer la force). Le but de l'entraînement au Da cheng quan est de développer la force dite « hun yuan li », une force multidirectionnelle permettant des réactions spontanées lors du combat.
L'enseignement de Wang Xiang Zhai, fondateur du Da Cheng Quan, se présente en sept étapes, appelées les « sept portes du Da Cheng Quan ». Lesquelles sont :
1. Zhanzhuanggong : le travail du zhanzhuang (站樁), soit la posture dite « du pieu », également connu en occident sous le nom de « posture de l'arbre ». Cet entrainement est le plus long et le plus important. Il existe les postures symétriques, qui peuvent également être pratiquée pour le bien être, et asymétriques, lesquelles sont indispensables à l'étude de l'art martial. 
2. Shili (試力) : le travail des mouvements lents pour « tester la force ». Il s'agit dans cette étape de trouver le mouvement qui permette un grand potentiel de force à moindre effort. Cet exercice se fait en position asymétrique statique.
3. Zoubu : le travail des déplacements. Également appelé mocabu (摩擦步), qui signifie « déplacement en friction ». C'est un travail de recherche des appuis les plus solides tout au long du déplacement en utilisant les mêmes principes que pour le shili. Par la suite ces deux étapes fusionnent et donnent le shili en déplacement.
4. Fali : le travail de la sortie de force ou de « explosion », qui est l'application du shili à vitesse réelle.
5. Shisheng : le travail de « tester le son ». Il s'agit dans cet exercice d'apprendre à distribuer la force dans tout le corps lors du Fali, d'unir l'intérieur et l'extérieur du corps.
6. Tuishou : le travail de « poussées de mains » propre au Yiquan / Dachengquan. Il existe deux formes de Tuishou : à une main et à deux mains, cette dernière ressemble à la pratique du Sanshou du taijiquan.
7. Shizhan : le travail des applications au combat et à l'auto-défense. C'est le travail des différentes techniques propre au Da Cheng Quan seul et à deux. La forme de travail à deux relevant du duanshou, le travail de contrer l'adversaire.